# Brücke Am Dorp
Die Brücke Am Dorp teilweise Brücke Dorp war eine Straßenbrücke über den Gleiseinschnitt der stillgelegten Bahnstrecke Düsseldorf-Derendorf–Dortmund Süd, im Volksmund „Wuppertaler Nordbahn“ genannt, im Wuppertaler Stadtbezirk Elberfeld-West. Sie war ursprünglich als Baudenkmal geschützt.

## Geschichte
Die Straßenbrücke an der Ortslage Am Dorp (oder auch „Auf dem Dorp“) wurde 1876, über der 1873 gebauten Bahnstrecke, als Ziegelgewölbebrücke erstellt. Die Brücke stellte damals den Verkehrsweg von der Kalksteingrube Dorp mit der Straße Otto-Hausmann-Ring her. Der Betrieb der Grube wurde in den 1940ern eingestellt.
Der Haltepunkt Wuppertal-Dorp, damals unmittelbar an der Brücke gelegen, wurde nach dem Krieg 1954 eingerichtet.
Für den Fahrzeugverkehr wurde die Brücke gesperrt, danach wurde die Brücke als Fußgängerüberführung vom Otto-Hausmann-Ring zur Katernberger Straße bzw. zur Straße „In der Beek“ genutzt.
Die Brücke wurde unter dem Titel „Straßenbrücke am Haltepunkt Dorp“ am 11. April 1991 in die Denkmalliste der Stadt Wuppertal eingetragen. Der Personenverkehr der Bahnstrecke am Haltepunkt wurde im September 1991 eingestellt. Die Strecke wurde dann im Dezember 1999 ganz stillgelegt. 1994 ging die Brücke von der Deutschen Bahn in den Besitz der Stadt Wuppertal über.
Im Rahmen einer routinemäßigen Brückenprüfung 2001 wurden verstärkt Schäden am Ziegelgewölbe festgestellt, die Rückschlüsse auf eine verminderte Tragfähigkeit zuließen. Sie wurde daher im Dezember 2001 auch für den Fußgängerverkehr gesperrt. Als Ersatzquerung wurde die ehemalige Treppenanlage zu dem ehemaligen Haltepunkt provisorisch wieder hergerichtet und eine Gleisüberquerung geschaffen.

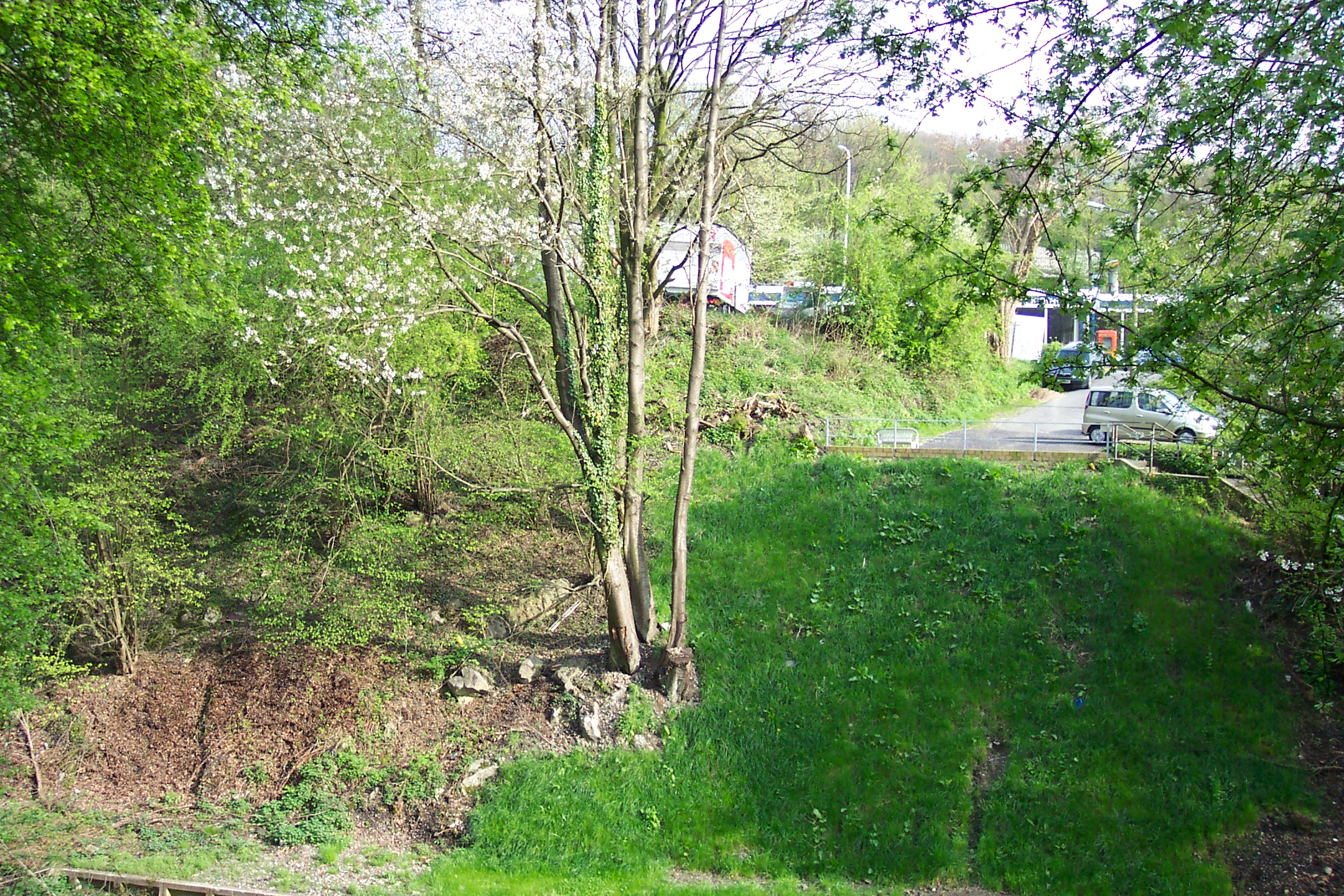
Die Seite zum Otto-Hausmann-Ring (2005)

Nach einer Ortsbesichtigung mit dem Rheinischen Amt für Denkmalpflege im Januar 2003 und einem Gutachten, das die Kosten einer Brückensanierung auf 470.000 Euro schätzte, entschied die Untere Denkmalbehörde den Empfehlungen zuzustimmen, das Bauwerk aus der Denkmalliste auszutragen und den Abriss der Brücke zu genehmigen. Die Brücke hatte auch keinen verkehrstechnischen Nutzen mehr und mit einem Alter von mehr als 125 Jahren die theoretische Nutzungsdauer von 115 Jahren bei diesem Bauwerkstyp überschritten.
Nach dem Abriss der Brücke, für die Kosten in Höhe von 90.000 Euro kalkuliert wurden, wurde die Ersatzquerung mit der Treppenanlage beibehalten.

## Baubeschreibung
Die Brücke hatte eine Länge von rund 38,20 m und eine Breite von 5,44 m.